# Levu halosydne
Levu halosydne är en insektsart som först beskrevs av George Willis Kirkaldy 1907.  Levu halosydne ingår i släktet Levu och familjen Derbidae. Inga underarter finns listade i Catalogue of Life.